# Kuwaiti Premier League 2016/17
Die Kuwaiti Premier League 2016/17 war die 55. Spielzeit der höchsten kuwaitischen Fußballliga seit ihrer Gründung im Jahr 1961. Die Saison begann am 28. September 2016 und endete am 25. Mai 2017. Titelverteidiger war al Qadsia Kuwait.

## Modus
Die Vereine spielten ein Doppelrundenturnier aus, womit sich insgesamt 28 Spiele pro Mannschaft ergaben. Aufgrund der ungeraden Mannschaftsanzahl pausierte pro Spieltag je eine Mannschaft. Es wurde nach der 3-Punkte-Regel gespielt (drei Punkte pro Sieg, ein Punkt pro Unentschieden). Die Tabelle wurde nach den folgenden Kriterien bestimmt:
1. Anzahl der erzielten Punkte
2. Tordifferenz aus allen Spielen
3. Anzahl Tore in allen Spielen

Am Ende der Saison qualifizierte sich die punktbeste Mannschaft für die erste Qualifikationsrunde der AFC Champions League 2018. Zusätzlich nahm der Sieger des Kuwait Emir Cups an der Gruppenphase des AFC Cup 2018 teil. Stand September 2017 ist der kuwaitischen Fußballverband allerdings von der FIFA gesperrt und damit von allen internationalen Wettbewerben ausgeschlossen.
Aufgrund der Verkleinerung der Liga zur nächsten Saison auf nun mehr acht Mannschaften, stiegen die sieben Vereine mit den wenigsten Punkten in die zweitklassige Kuwaiti Division One ab.

## Teilnehmer
Wie auch in den vorherigen Spielzeiten gab es in der Saison 2015/16 keine zweite kuwaitische Liga und damit auch kein Ab- und Aufstieg. Durch die Wiederteilnahme des al Tadhamon SC, der nach der Spielzeit 2014/15 Insolvenz anmelden musste, und der Zulassung des 2009 neugegründeten Burgan SC stieg die Zahl der teilnehmenden Mannschaften trotzdem auf 15.
| Verein            | Gouvernement  | Stadion                          |
| ----------------- | ------------- | -------------------------------- |
| al-Arabi          | al-Asima      | Sabah al Salem Stadium           |
| al-Fahaheel FC    | al-Asima      | Fahaheel Stadium                 |
| al-Jahra SC       | al-Dschahra   | al Shabab Mubarak Alaiar Stadium |
| al Kuwait SC      | al-Asima      | al-Kuwait SC Stadium             |
| al-Nasr SC        | al-Farwaniyya | Ali Sabah al-Salem Stadium       |
| al Qadsia Kuwait  | al-Asima      | Mohammed-al-Hamad-Stadion        |
| al Salmiya Club   | Hawalli       | Thamir Stadium                   |
| al-Shabab SC      | al-Ahmadi     | al-Ahmadi Stadium                |
| al-Sulaibikhat SC | Hawalli       | al Sulaibikhat Stadium           |
| al Tadhamon SC    | al-Asima      | Farwaniya Stadium                |
| al-Yarmouk SC     | al-Asima      | Mishref Stadium                  |
| Burgan SC         | al-Ahmadi     | al-Ahmadi Stadium                |
| Kazma SC          | al-Asima      | al-Sadaqua Walsalam Stadium      |
| Khaitan SC        | al-Asima      | Khaitan Stadium                  |
| Sahel SC          | al-Ahmadi     | Abu Halifa City Stadium          |

## Abschlusstabelle
| Pl. | Verein               | Sp. | S  | U  | N  | Tore    | Diff. | Punkte |
| --- | -------------------- | --- | -- | -- | -- | ------- | ----- | ------ |
| 1.  | al Kuwait SC (P)     | 28  | 21 | 6  | 1  | 070:170 | +53   | 69     |
| 2.  | al Qadsia Kuwait (M) | 28  | 21 | 4  | 3  | 057:170 | +40   | 67     |
| 3.  | al-Nasr SC           | 28  | 18 | 3  | 7  | 049:300 | +19   | 57     |
| 4.  | al-Arabi             | 28  | 14 | 9  | 5  | 055:360 | +19   | 51     |
| 5.  | Kazma SC             | 28  | 12 | 10 | 6  | 054:360 | +18   | 46     |
| 6.  | al Salmiya Club      | 28  | 12 | 7  | 9  | 047:330 | +14   | 43     |
| 7.  | al-Jahra SC          | 28  | 12 | 4  | 12 | 052:510 | +1    | 40     |
| 8.  | al Tadhamon SC (W)   | 28  | 10 | 9  | 9  | 039:370 | +2    | 39     |
| 9.  | al-Fahaheel FC       | 28  | 11 | 5  | 12 | 039:430 | −4    | 38     |
| 10. | al-Shabab SC         | 28  | 6  | 11 | 11 | 039:460 | −7    | 29     |
| 11. | al-Yarmouk SC        | 28  | 6  | 9  | 13 | 037:460 | −9    | 27     |
| 12. | Khaitan SC           | 28  | 6  | 4  | 18 | 025:560 | −31   | 22     |
| 13. | Sahel SC             | 28  | 5  | 7  | 16 | 027:610 | −34   | 22     |
| 14. | al-Sulaibikhat SC    | 28  | 5  | 6  | 17 | 027:410 | −14   | 21     |
| 15. | Burgan SC (G)        | 28  | 3  | 2  | 23 | 023:900 | −67   | 11     |

| Zum Saisonende 2016/17: |
| Kuwaitischer Meister, Pokalsieger und Teilnahme an der ersten Qualifikationsrunde zur AFC Champions League 2018 Teilnahme an der Gruppenphase des AFC Cup 2018 Abstieg in die Kuwaiti Division One 2017/18 |

| Zum Saisonende 2015/16: |                                                               |
| (M)                     | Amtierender Meister: al Qadsia Kuwait                         |
| (P)                     | Amtierender Pokalsieger: al Kuwait SC                         |
| (W)                     | Tritt nach einem Jahr Unterbrechung wieder an: al Tadhamon SC |
| (G)                     | Neugegründet: Burgan SC                                       |